# Romain Del Castillo
Romain Del Castillo (ur. 29 marca 1996 w Lyonie) – francuski piłkarz, występujący na pozycji lewego lub prawego skrzydłowego, ofensywnego pomocnika lub napastnika we francuskim klubie Stade Brestois 29. Młodzieżowy reprezentant Francji.